# Don Matías

Bandeira de Don Matías.

Localização de Don Matías, no departamento de Antioquia.

Don Matías (ou Donmatías) é uma cidade e município da Colômbia, no departamento de Antioquia. Dista 49 quilômetros de Medellín, a capital do departamento, e possui uma superfície de 181 quilômetros quadrados.